# Palačinka
Palačinka je nekynutý moučník, který je vyráběn z litého těsta, jehož základem je mouka, mléko a vejce, které mohou být doplněné solí, cukrem a ochucovadly. Má podobu velmi tenké placky, pečené na pánvi nebo na rozpálené desce (kameni). Jako postní jídlo (pokud se nekombinuje s masem) se leckde spojují s určitými rituály jara, adaptovanými v náboženstvích.

## Lokální varianty a podobná jídla
Pokrmy typu palačinek z mouky, kravského mléka a slepičích vajec jsou rozšířené prakticky po celém světě a připravují se v řadě variant, zejména podle druhu mouky, případně krupice:
- V Česku známá varianta je zpravidla z těsta z pšeničné mouky, kravského mléka a slepičích vajec je populární zejména v zemích Střední Evropy.
- Ve Francii a podle ní také v angličtině a románských jazycích se palačinka nazývá crêpe.
- Ve východní Evropě se palačinky nazývají bliny.
- V Číně mají jarní palačinky[1] apod.

- Podobným pokrmem jsou lívance ze stejného nebo podobného těsta s droždím a tedy kynutého resp. kypřeného, které se pečou silnější a často s menší plochou (lívanečky).
- V USA jsou typickým velmi podobným jídlem lívance (pancakes), které jsou často ochucovány javorovým sirupem.
- Z Německa pochází recept na v troubě pečenou palačinku zvanou dutch baby.[2]
- V jihovýchodní Asii připravují serabi, což jsou palačinky z rýžové mouky a kokosového mléka.[2]
- V Etiopii a Eritreji mají palačinky zvané injera, které se připravují z kvašeného těsta z miličky habešské.[2]

## Podávání
Palačinka (resp. více kusů v porci jako „palačinky“) se podává obvykle plněná (tedy z jedné strany namazaná a pak zarolovaná nebo složená), nejčastěji na sladko, ale i na slano:
- Palačinky na sladko jsou plněny ovocem (ať už čerstvým nebo ve formě kompotu, marmelády), sladkými pomazánkami nebo tekutou čokoládou. Zvenku, někdy i zevnitř, bývá palačinka ozdobena šlehačkou, jogurtem nebo tvarohem, čokoládovou polevou, případně kombinací.
- Je také možné palačinku podávat na slano, tj. plněnou špenátem, masem, sýrem apod.

Palačinky se někdy (zejména v restauracích) plní v kuchyni před servírováním. V domácích podmínkách se častěji podávají palačinky nenaplněné; náplně, které jsou samostatně na stole, si jedlíci mohou sami namíchat dle vlastního vkusu.

## Etymologie
Název pokrmu „palačinka“ sleduje stopy výpůjček v několika jazycích střední a jihovýchodní Evropy. V rakousko-bavorské němčině je slovo Palatschinke převzato z českého slova palačinka, to pochází zase z maďarského palacsinta. Palacsinta pochází z rumunského plăcintă (zákusek, koláč), který pochází z latinského slova placenta, kde znamenalo nejen plodové lůžko, ale i plochý koláč. Slovo placenta pak vychází z řeckého πλακύς, které je příbuzné se slovanským ploský.
Palačinka je také název v dalších slovanských jazycích (slovenština – palacinka, slovinština, bosenština, bulharština, makedonština, chorvatština, srbština). V polštině se toto jídlo nazývá naleśnik, v rumunštině clătită, v maďarštině palacsinta.
Palačinkám podobné jsou východoevropské bliny (ukrajinsky млинці (mlynci), rusky блины (bliny), bělorusky бліны (bliny).